# شجاع بن الوليد
أبو بدر شجاع بن الوليد بن قيس السكوني الكوفي إمام محدث نزيل بغداد، أحد رواة الحديث النبوي.
حدث عن عطاء بن السائب، وليث بن أبي سليم، ومغيرة بن مقسم، وقابوس بن أبي ظبيان، وسليمان الأعمش، وهمام بن عروة، وموسى بن عقبة، وخصيف، ويحيى بن سعيد الأنصاري وطبقتهم. حدث عنه ولده أبو همام الوليد بن شجاع، ويحيى بن معين، وأحمد بن حنبل، وإسحاق بن راهويه، وعلي، وأبو عبيد، وسعدان بن نصر، وأبو بكر الصغاني، وعبد الله بن روح المدائني، ومحمد بن عبيد الله المنادي، ويحيى بن أبي طالب، وعدد كثير.
وكان إماما ربانيا، من العلماء العاملين، وحديثه في دواوين الإسلام. قال الإمام أحمد بن حنبل: «صدوق». قال محمد بن سعد: «كان كثير الصلاة ورعًا». قال سفيان الثوري: «لم يكن بالكوفة أحد أعبد منه ». قال المروذي: «قال أبو عبد الله كنت مع ابن معين، فلقي أبا بدر فقال له يا شيخ اتق الله، وانظر هذه الأحاديث، لا يكون ابنك يعطيك، قال أبو عبد الله: فاستحييت وتنحيت، فبلغني أنه قال: إن كنت كاذبا، ففعل الله وفعل، ثم قال أبو عبد الله بن حنبل أرجو أن يكون صدوقا». قال الذهبي: «ثم إن يحيى بن معين وثقه، وأنصفه، نقل عن يحيى توثيقه أحمد بن أبي خيثمة... كان ابنه أبو همام من الثقات العلماء أيضا». أما أبو حاتم فقال: «أبو بدر لين الحديث لا يحتج به... لا أن عنده عن محمد بن عمرو أحاديث صحاحا».

## وفاته
قال محمد بن سعد وأبو حسان الزيادي توفي أبو بدر سنة 204 هـ، وقال البخاري سنة خمس ومائتين. قال الذهبي كان معمرا من أبناء التسعين.